# Royal Grenada Police
Die Royal Grenada Police Force, RGPF (dt.: Königliche Polizeistreitkräfte von Grenada) ist eines der beiden militärischen Organe in Grenada. Sie stellt die Polizeikräfte und hat die Aufgaben das Strafrecht umzusetzen, Fremdenrecht und Seerecht durchzusetzen, sowie Hafensicherheit und Feuerwehr zu garantieren. Mit 15 Polizeistationen und 900 Angestellten reagiert die Polizei auf ca. 15.000 Verbrechen und Vorfälle pro Jahr. Die Royal Grenada Police Force verfügt auch über paramilitärische Einheiten zur nationalen Verteidigung.
Die Einheiten umfassen 650 Mitglieder, wovon 80 der Special Services Unit angehören, 30 zur Coast Guard und dem Immigration and Passport Department unterstellt sind.

## Geschichte
Die RGPF wurde bereits 1853 gegründet. 1854 wurde das Hauptquartier der RGPF in Fort George eingerichtet. Während der kurzen revolutionären Zeit des People’s Revolutionary Government (PRG) Anfang der 1980er wurde die RGPF einfach als Grenada Police Service bezeichnet. In dieser Zeit verlor die Polizei auch fast ihre komplette Autorität und war gezwungen viele Kompetenzen an die neugegründete People’s Revolutionary Army abzutreten. Das Hauptquartier unter der Führung von Premierminister Maurice Bishop wurde von Fort George (umbenannt in Fort Rupert) in die Melville Street verlegt (24. Mai 1979). Der Name wurde wieder zurückgewandelt und das Polizeihauptquartier zurückverlegt nach Fort George nach dem 25. Oktober 1983, nach dem Militärputsch von General Hudson Austin und der US-Invasion in Grenada. Vor 1984 wurden Offiziere im Regional Police Training Centre in Barbados ausgebildet.

### National Band of Grenada
Zwischen 1905 und 1907 wurde die National Band of Grenada als Drum and Bugle Corps als Teil der RGPF gegründet. Diese wurde in Government Band umbenannt, da auch Freiwillige und Händler mitspielten. Am 1. August 1967 wurde die Band in RGPF band umbenannt und erhielt ihren ersten Inspector of Police als bandmaster (Dirigent): Switch De Couteau.

### Mongoose Gang
Mongoose Gang war zwischen 1967 und 1979 ein quasi unabhängiger Teil des Militärs. Sie stand unter der Kontrolle von Sir Eric Gairy, dem Premier und späteren Prime Minister of Grenada und Führer der Grenada United Labour Party.

## Commissioner
- Stephen Bascombe (1969–1970)
- R. King (1970–1971)
- Rugent David (1971)
- R. L. Barrow (1971–1973)
- Nugent David (1973–1974)
- Osbert James (1974–1975)
- J. Usen (1975–1976)
- Osbert James (1976)
- Adonis Francis (1976)
- Osbert James (1976–1978)
- Anthony Bernard (1978)
- Osbert James (1978–1979)
- Raphael Stanislaus (1979)
- James Clarkson (1979–1981)
- A. B. Bernar (1981)
- Major Ian St. Bernard (1981)
- Major Patrick McLeish (1981–1983)
- Fitzroy Bedeau (1995–2005)[5]